# Hidetaka Kanazono
Hidetaka Kanazono (japanisch 金園 英学 Kanazono Hidetaka; * 1. September 1988 in der Präfektur Osaka) ist ein ehemaliger japanischer Fußballspieler.

## Karriere
Kanazono erlernte das Fußballspielen in der Schulmannschaft der Rissho University Shonan High School und der Universitätsmannschaft der Kansai-Universität. Seinen ersten Vertrag unterschrieb er 2011 bei Júbilo Iwata. Der Verein aus Iwata, einer Großstadt in der Präfektur Shizuoka, spielte in der höchsten japanischen Liga, der J1 League. Am Ende der Saison 2013 stieg der Verein in die zweite Liga ab. Für den Verein absolvierte er 73 Ligaspiele. 2015 wechselte er zum Erstligisten Vegalta Sendai nach Sendai. Für Sendai stand er 36-mal in der ersten Liga auf dem Spielfeld. 2017 wechselte er nach Sapporo zum Ligakonkurrenten Hokkaido Consadole Sapporo. Für den Verein absolvierte er 15 Erstligaspiele. 2018 wechselte er zum Zweitligisten Ventforet Kofu. Für den Verein aus Kōfu stand er 55-mal in der zweiten Liga auf dem Spielfeld. Nach drei Jahren wechselte er im Januar 2021 nach Nagano zum Drittligisten AC Nagano Parceiro. In seiner letzten Saison absolvierte er sieben Drittligaspiele.
Am 1. Februar 2022 beendete Kanazono seine Karriere als Fußballspieler.

## Erfolge
Júbilo Iwata
- Copa Suruga Bank: 2011